# Brandweerkorps Caribisch Nederland
De Brandweer Caribisch Nederland  is de overkoepelende organisatie van de voormalige eilandelijke brandweerkorpsen uit alle voormalige eilandsgebieden van de Nederlandse Antillen die nu in het Caribische deel van Nederland liggen, de Caribische openbare lichamen Bonaire, Sint Eustatius en Saba. Het korps werd op 10 oktober 2010 ingesteld en nam de taken over van de drie eilandelijke brandweerkorpsen.
In tegenstelling tot de andere Nederlandse brandweerkorpsen, die regionaal (via de veiligheidsregio) georganiseerd zijn, valt dit korps onder de rijksoverheid. Het brandweerkorps is ingesteld in artikel 27 lid 1 van de Veiligheidswet BES en is organisatorisch gezien een onderdeel van het directoraat-generaal Politie (DGPol) van het Ministerie van Justitie en Veiligheid. De minister van Veiligheid en Justitie is op grond van de Veiligheidswet BES korpsbeheerder.

## Algemeen
In Caribisch Nederland zijn op 10 oktober 2010 alle eilandelijke brandweerkorpsen opgegaan in Brandweer Caribisch Nederland. De regio is verdeeld in 3 districten die ieder weer een eigen commandant hebben.
Het hoofd van het korps wordt de 'algemeen commandant' genoemd. Sinds 27 januari 2021 is dat Wouter Zitter, die deze functie ook (als eerste algemeen commandant) in 2011 had vervuld. Op ieder eiland wordt het hoofd van de vestiging aangeduid als 'lokaal commandant'.
Per 1 september 2021 heeft Thijs Verheul deze functie.